# 32 v. Chr.
Portal Geschichte | Portal Biografien | Aktuelle Ereignisse | Jahreskalender | Tagesartikel

◄ |
2. Jahrhundert v. Chr. |
1. Jahrhundert v. Chr. |
1. Jahrhundert |
►

◄ | 50er v. Chr. | 40er v. Chr. | 30er v. Chr. | 20er v. Chr. |
10er v. Chr. |
►

◄◄ | ◄ | 35 v. Chr. | 34 v. Chr. | 33 v. Chr. | 32 v. Chr. |
31 v. Chr. |
30 v. Chr. |
29 v. Chr. |
► |
►►
Staatsoberhäupter

## Ereignisse

### Politik und Weltgeschehen
- 1. Januar: Octavian lässt sich vom Senat zum „Führer Italiens“ (dux Italiae) ausrufen. Marcus Antonius wird von Rom zum Staatsfeind erklärt. Die beiden amtierenden Konsuln Gnaeus Domitius Ahenobarbus und Gaius Sosius verlassen mit zahlreichen Senatoren Rom und gehen zu Antonius und Kleopatra nach Ephesos.

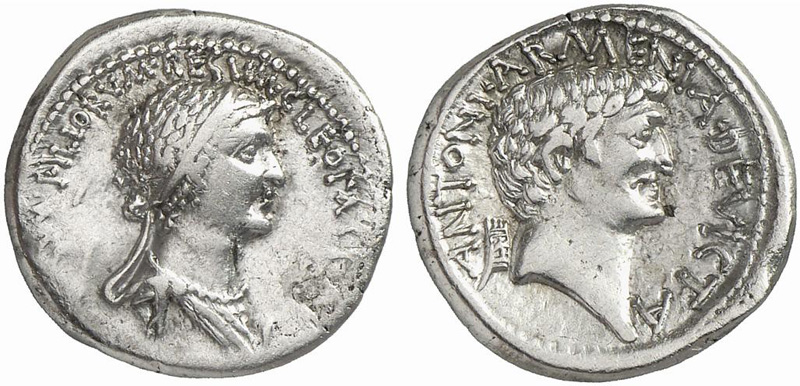
Denarius des Antonius und der Kleopatra aus dem Jahr 32 v. Chr.

### Religion
- 6. April: In Palmyra wird der Schrein des Baaltempels geweiht.

## Gestorben
- 31. März: Titus Pomponius Atticus, römischer Ritter (* 110 v. Chr.)